# Хуан Цзуньсянь
Хуан Цзуньсянь (кит.: 黃遵憲; 27 квітня 1848 — 28 березня 1905) — китайський поет, дипломат, історик часів династії Цін.

## Життєпис
Походив з родини чиновників. Народився у м. Цзяінчжоу (провінція Гуандун). З дитинства зацікавився поезією. Здобув класичну освіту. Під час тайпінського повстання його родину було розорено. Зміг скласти державні іспити. Завдяки цьому у 1877 році стає членом імператорського посольства до Японії. У 1880 році розробив стратегію взаємовідносин між Китаєм та Кореєю.
Отримує підтримку імператора Цзайтяня. У 1882 році призначається генеральним консулом Китаю у Сан-Франциско (США). Під час своєї каденції знайомився із західною культурою. У 1889 році повертається до Китаю, а вже у 1890 році призначається помічником посла Китаю у Великій Британії. У 1891 році призначається генеральним консулом у Сінгапурі. На цій посаді сприяв налагодженню відносин між китайськими емігрантами та китайським урядом. Завдяки цьому у 1894 році було дозволено емігрантам повернутися додому та вести торговельні відносини. Незабаром був призначений послом до Японії. Втім після заколоту Ци Сі у 1898 році вимушений завершити кар'єру дипломата.
Зрештою внаслідок завершення реформ імператора Цзайтяня вимушений був втекти до свого рідного міста, відсторонившися повністю від справ. Помер у 1905 році.

## Творчість
Він надавав перевагу написанню віршів у так званому стародавньому стилі (гутіші), який менш жорстко регламентував і число рядків у строфі, і правила рими, і чергування тонів. Поет експериментував, вдало наслідуючи формі народних пісень Південного Китаю, про що свідчать, зокрема, його відомі цикли «Гірські пісні» і «Похідні пісні».
Хуан Цзяньсянь відродив і значно розвинув просвітницькі традиції Гун Цзичженя. Значну частину у віршах займають пейзажі. Японські враження відображені в його «Пісні про квіти сакури», «Візиту до гори Хаконе», «Пісні про столичних танцівниць», «Вірші про вечірні прогулянки на озері Сінобадзу», а також в окремо виданій книзі «Вірші про різні події в Японії» (1880 рік).
Перебування у США зіштовкнуло поета з проблемою китайських емігрантів. У поемі «Вигнані гості» він намалював картини тяжкого положення китайських робітників. Велике враження справили на Хуан Цзуньсяня президентські вибори в США, тому він написав цикл віршів під загальною назвою «Хроніка».
Знайшла відгук у віршах Хуан Цзуньсяня і його поїздка до Англії («Королівський прийом у Віндзорському палаці», «Написано в Лондоні при великому тумані»), а також перебування в Сінгапурі, повернення з Англії через Францію і Єгипет.
Враження від подорожі, знайомлення з досягненням європейської цивілізації також знайшло відображення у віршах — «Сплячий Будда на острові Цейлон», «Під враженням подій».
Патріотичний пафос Хуан Цзуньсяня проявився в циклі віршів, присвячених японо-китайській війні 1894–1895 років: «Сумую про Пхеньяню», «Пісня про Дунгоу», «Плач про Порт-Артурі», «Оплакую Вейхайвей», «Пісня про генерала, що склав зброю», «Сімоносекська хроніка». Основний мотив циклу — гіркота військових поразок Китаю. Розвалу та безпорадності регулярних імператорських військ Хуан Цзуньсянь протиставив у «Пісні про Тайвані» героїзм і стійкість простого народу, що піднявся на захист острова.
Широко користувався лексичними і образними ресурсами, які надавала в його розпорядження традиційна поезія. Але при цьому він не боявся вводити в вірші сучасну розмовну лексику і відділяв себе від догматиків — шанувальників старовини.
За життя поета вийшло дві невеликих збірки його віршів, тільки після його смерті був надрукована збірка «Вірші з Хижки у світі людей».
Хуан Цзунсянь відомий також як чудовий автор есе. У «Нотатках про освіту» («Лунь сюе цзянь») виступив за надання політичних прав народові. Значною є працю «Опис Японії» (1890 рік).